# Conseil supérieur des tribunaux administratifs et cours administratives d'appel
En France, le Conseil supérieur des tribunaux administratifs et cours administratives d'appel (CSTACAA)  a un rôle consultatif général pour les questions concernant les magistrats des juridictions administratives de droit commun.
Créé en 1988, il a pour équivalents le Conseil supérieur des chambres régionales des comptes, et, pour l'ordre judiciaire, le Conseil supérieur de la magistrature.

## Rôle
Le code de justice administrative dispose que le Conseil supérieur des tribunaux administratifs et cours administratives d'appel :
- exerce seul, à l'égard des membres des tribunaux administratifs et cours administratives d'appel, les attributions conférées aux commissions administratives paritaires, aux comités sociaux d'administration et à la commission spéciale chargée de donner un avis sur le tour extérieur, le détachement, l'intégration après détachement et le recrutement complémentaire
- connaît de toute question relative au statut particulier du corps des tribunaux administratifs et cours administratives d'appel
- émet des propositions sur les nominations, détachements et intégrations.
- exerce le pouvoir disciplinaire à l'égard des magistrats des tribunaux administratifs et des cours administratives d'appel[2].

## Composition
Le Conseil se compose:
- du vice-président du Conseil d'État (Didier Tabuteau), président
- du conseiller d'État, chef de la mission d'inspection des juridictions administratives
- d'un chef de juridiction élu par ses pairs ;
- du secrétaire général du Conseil d'État ;
- du directeur chargé au ministère de la justice des services judiciaires ;
- de cinq représentants des membres du corps
- de trois personnalités qui n'exercent pas de mandat électif, nommées respectivement par :
  - le Président de la République
  - le président de l'Assemblée nationale
  - le président du Sénat.